# NoteEdit
NoteEdit（ノートエディット）は、Linux とその他の Unix系オペレーティングシステム (OS) 上で動作する楽譜作成ソフトウェアである。
C++で書かれ、Qtツールキットを使用したKDEと統合されている。
GNU General Public License (GPL) 下でリリースされた、自由ソフトウェアである。

## 機能
いくつかのLinuxをベースとした楽譜エディタとは違い、グラフィカルユーザインタフェース (GUI) 機能を持つ。
デザインはITworldによって賞賛され、Linuxジャーナルもインタフェースに関連する広範囲の特徴とプログラムの応用を賞賛した。
無制限の数と長さの譜表と、ポリフォニーと、書かれた音符のMIDI演奏と、和音と、歌詞と、MIDI形式、MusicXML、PMX、MusiXTeX、LilyPond形式のインポートとエクスポートをサポートする。
Linux MagazineはNoteEditとともにFluidSynth（ソフトウェアシンセサイザーであり、NoteEditの能力を拡張する）を用いることを推奨した。
FluidSynthは生の楽器によって演奏されたNoteEditのスコアの音色をシミュレートするために、ウェーブテーブル合成を使用する。

## 著者
NoteEditはJörg Andersによって長い間メンテナンスされてきた。2004年の8月以後、新しい開発チームが結成された。今は、このソフトウェアプロジェクトは多数の人々に支持されている。
- Reinhard Katzmann、プロジェクトマネージャー
- Christian Fasshauer、プログラマ
- Erik Sigra、デベロッパー
- David Faure、KDEユーザインタフェース
- Matt Gerassimoff
- Leon Vinken、MusicXML
- Georg Rudolph、LilyPond インタフェース
- Matevž Jekovec、デベロッパーでありコンポーザー
- Karai Csaba、デベロッパー

NoteEditはまだメンテナンスされているが、NoteEditのソースコードにはメンテナンスを行うことと改善することが難しい制限があるために、現在の何人かの開発者はこれを置き換えるために新しい Canorusプロジェクトを開始した。
最初の著者Jörg Andersもまた、Linux上で動作する新しいWYSIWYGであり、 GTK+を用いた楽譜エディタ、NtEd の開発を始めている。

## 参照項目
1. ↑  The Sweet Sound of Linux Accessed 2008-05-09
2. ↑  LilyPond Helper Applications: Development Status Accessed 2008-05-09.
3. ↑  “Do-it-Yourself Instruments” (PDF).   Linux Magazine. 2008年5月9日閲覧。